# Eine Fredriksson
Eine Fredriksson (* 5. März 1950) ist ein ehemaliger schwedischer Fußballspieler.

## Laufbahn
Fredriksson begann seine Laufbahn bei GAIS Göteborg. 1970 debütierte er für den Verein in der Allsvenskan und kam auf vier Saisoneinsätze. Nach dem Abstieg in die Division 2 blieb er dem Klub treu und trug mit zwölf Toren in 22 Spielen zum direkten Wiederaufstieg bei. 1975 musste er mit dem Klub erneut absteigen, blieb aber wiederum beim Klub. 1977 wechselte er zu IFK Norrköping, mit dem er 1982 aus der Allsvenskan abstieg. Allerdings gelang der sofortige Wiederaufstieg und als Vizemeister nach einer 0:5- und einer 1:2-Niederlage in den Finalspielen gegen IFK Göteborg beendete er 1984 seine Karriere. 
Fredriksson lief 20 Mal für Schweden auf. Zudem bestritt der ehemalige Juniorennationalspieler zwei B-Länderspiele.